# Републиканизам
Републиканизам је политичка идеологија која проповједа републику као друштвено уређење неке државе, односно нужност њеног увођења у државама које су по свом уређењу монархије.
Заговорници републиканизма су по правилу заговорници и социјалистичких, а ређе и либералних идеја. Као главни аргумент у прилог укидања монархије и увођења републике се наводи да шеф државе (монарх) који долази на власту путем насљедног права неспојив са савременим идеалима једнакости свих грађана, као и да насљедни шеф државе не одговара никоме, односно важнији му је лични интерес од јавног.

## Историја
Републиканизам као политичка идеологија коријене вуче из античке политичке праксе утемељене грчким полисима као што је Атина, односно Римској репубици. Постојао је као препознатљив покрета у Римској републици, где је оснивач Република, Луције Јуније Брут, осудио је бивше Римско краљевство и дао свечану заклетву римском народу да никада неће дозволи повратат монархија. Појављивањем европских градова-држава у средњем вијеку му даје нови замах, да би се у доба просвјетитељства уобличила као одговор на појаву апсолутних монархија, чије је уређење све више било у супротности са интересима буржоазије и капитализма.
Републиканизам свој најрадикалнији облик добија у 18. вијеку за вријеме Француске револуције када постаје готово нераздвојива са идеологијом либерализма. Међутим, промјеном тадашњих монархија из апсолутних у уставне, у којима су монарси имали само симболичку улогу, нестаје непосредни политички подстицај за републиканизам.
Са друге стране, републиканизам се у 19. вијеку почиње мјешати са другим идеологијама као што су национализам, а нешто касније и социјализам, а његова најјача струја која ће дјеловати у 20. вијеку биће комунизам.

## Повезаност са другим идеологијама
Социјалистички расположени републиканци монархију сматрају неспојивом са идеалима једнакости, а комунисти у монархији виде симбол старог поретка, односно језгро отпора диктатури пролетаријата, која се због тога мора уклонити.
Многи националистички покрети су постали републикански, јер би се, по њиховом мишљењу, уклањањем насљедног монарха са мјеста поглавара националне државе избјегла свака могућност да преко брака или персоналне уније та држава оствари државноправне везе са неким другима државама или наднационалним ентитетима, а самим тим и изгуби свој суверенитет. То је, између осталога, разлог зашто израз републиканизам данас служи као синоним за ирски национализам, као што је настојање за кидање свих државноправних веза са бившом матицом државом - Уједињеним Краљевством - главни садржај републиканских покрета у државама Комонвелта као што су Аустралија, Нови Зеланд и Канада.
Насупрот републиканизму се као идеологија која се залаже за очување или поновно успостављање монархије јавља ројализам, односно монархизам.
Израз републиканац или републикански је, са друге стране, у многим државама изгубио своје идеолошко значења, за што су можда најбољи примјер САД и тамошња Републиканска странка.